# Pejotl
A pejotl (aztékul peyotl, spanyolul peyote) avagy meszkalinkaktusz (Lophophora williamsii) egy közép-amerikai gömbkaktusz kivételesen magas alkaloidtartalommal (eddig több mint hatvanféle alkaloidot izoláltak belőle). A közép-amerikai indián kultúrákban kiemelkedő szerepe van, szent növényként tartják számon. Főleg rituális alkalmakkor fogyasztják, de univerzális gyógynövényként is ismert, többek között természetes antibiotikum-tartalmának köszönhetően. Egyik alkaloidja, a meszkalin az emberi szervezetbe kerülve hallucinogén hatású.

## Elterjedése és élőhelye
Közép-Mexikótól, San Luis Potosí államtól Dél-Texasig és Új-Mexikóig a felföldeken, hegyvidékeken él. Elsősorban a Rio Grande közelében és Chihuahua sivatagban fordul elő.

## Megjelenése
Teste lapított gömb alakú, a felszín alatt vastag répagyökérben folytatódik. Élőhelyén a talajba húzódik. Bőre kékesszürke, areoláiban (tövispárna) tövisek helyett piszkosfehér szőrpamacsok (trichoma) nőnek. Csak a nagyon fiatal magoncoknak vannak apró, jelentéktelen töviseik. Bordái a többi Lophophora fajhoz (diffusa, fricii) képest jól elkülöníthetők, egyenesek vagy hullámosak. A bordák száma kortól és életkörülményektől függően változhat. A fiatal növények általában öt bordásak, amelyek később osztódnak. Felnőtt növényeknél a nyolc borda az általános, de nagyon idős korban lehet több (10-13) is. Válaszvonalaik kevéssé mélyednek be.
Alig 1 cm-es, keskeny szirmú virágának lepellevelei rózsaszínűek, sötétebb középcsíkkal (színük a fehértől a sötét rózsaszínig változhat). A bibe és a porzó sárga. Termése pirosas, lágy húsú bogyó, viszonylag kevés apró, fekete maggal. A termés a növény testében, a gyapjúfilc alatt nő, és csak éretten bukkan elő.
A fajnak számos változata ismert. Az egyik legismertebb, erősen sarjadzó változata a L. williamsii var. caespitosa. További változatok:
- L. williamsii var. echinata
- L. williamsii var. fricii
- L. williamsii var. koehresii
- L. williamsii var. lewinii
- L. williamsii var. lutea

## Felhasználása
A növényt az indiánok több ezer éve használják rituális alkalmakkor. Napjainkban Mexikóban és az USA-ban mind termesztése, mind fogyasztása illegális. Kivétel az USA-ban a NAC (Native American Church) és Mexikóban néhány olyan indián törzs, amelynek a törvény megengedi, hogy vallási célból gyűjtsék és fogyasszák. Európában általában hallucinogénként ismerik.

## Hatása

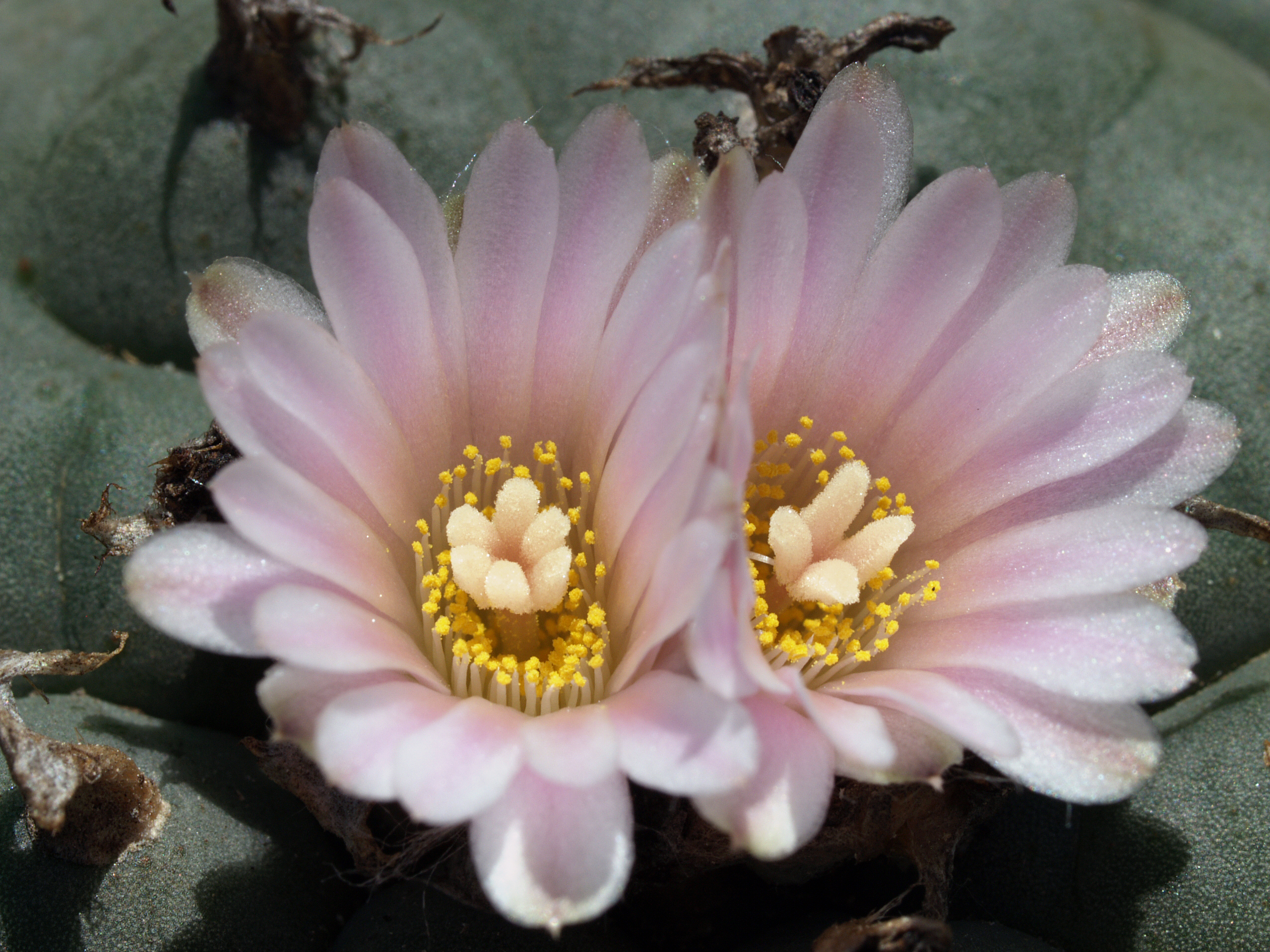
Virágzó meszkalinkaktusz

A pejotl alkaloidjai közül a legtöbben csak a meszkalint ismerik, a többi cirka 60 vegyületet figyelmen kívül hagyják. Hatása a sokféle alkaloid miatt kiszámíthatatlan. Hangsúlyozottan nem szórakozási drog. Fogyasztása után egy órával általában kellemetlen fizikai hatások lépnek fel (hányinger, hányás, légzési nehézség, izomgörcs, gyors szívverés stb.). Ezután kezdődik a megváltozott tudatállapot, amely 6-12 óráig tart. Hallucinációk nem mindig jelentkeznek. A NAC navahó tagjai, akik rendszeresen fogyasztják, arról számolnak be, hogy csak nagyon ritkán támadnak tőle vízióik, de ha mégis, azt rossz jelnek tekintik. A pejotl hatását vizsgáló európai kutatók arról írnak, hogy a vizuális hallucinációk sötétben gyakoribbak. A pejotl által előidézett tudatállapotra a hallucinációknál jellemzőbb az énkép és a világról alkotott nézetek megváltozása, összeomlása. A dokumentált kísérletek szerint gyakori az az érzés, hogy az egyén kilép önmagából, és a végtagjait valaki más mozgatja. Egy pejotl-„utazás” (trip) éppen ezért maradandó nyomokat hagyhat a pszichében. Hasonló hatású faj a San Pedro-kaktusz (Trichocereus pachanoi).